# Albanien i olympiska sommarspelen 2020
Albanien deltog i de olympiska sommarspelen 2020 i Tokyo, som arrangerades mellan den 23 juli och den 8 augusti 2021, med 9 idrottare. Tävlingen skulle hållits år 2020, men sköts fram på grund av coronapandemin. Fanbärare var Luiza Gega, som även bar fanan själv vid OS i Rio 2016, och Briken Calja.
Detta var det nionde olympiska sommarspelet Albanien ställde upp i, och fram till dess hade de aldrig vunnit någon medalj.